# Lucenay-lès-Aix
Lucenay-lès-Aix è un comune francese di 1 066 abitanti situato nel dipartimento della Nièvre nella regione della Borgogna-Franca Contea. È attraversato dal fiume Acolin.

## Società

### Evoluzione demografica
Abitanti censiti